# Hazelton Nicholl
Hazelton Robson Nicholl, né le 14 janvier 1882 et mort le 14 août 1956,  est un officier de la Royal Air Force qui sert comme Air Officer Commanding-in-Chief de la RAF au Moyen-Orient de 1938 à 1939.

## Biographie

### Carrière militaire
Hazelton Nicholl sert comme soldat dans les London Scottish Volunteers pendant la seconde guerre des Boers, puis est muté dans les South Rhodesia Volunteers en 1903. Il est engagé dans la Réserve spéciale du Royal Flying Corps en 1915 pendant la Première Guerre mondiale et sert comme pilote au sein du No. 8 Squadron avant d'être instruit à la Central Flying School, puis de devenir officier commandant du No. 84 Squadron, puis officier commandant du No. 110 Squadron sur le front occidental.
Après la guerre, Hazelton Nicholl devient Staff Officer au ministère de l'Air avant d'être nommé Officer Commanding du No. 70 Squadron en 1926. Il est nommé Deputy Director of Training puis Deputy Director of Personal Services avant de devenir Deputy Director of Manning au ministère de l'Air en 1931. Il est ensuite Station Commander à la RAF Calshot en 1932, Air Officer Commanding au No. 23 Group en 1933 et Air Officer Commanding Central Area en 1934. Après cela, il est nommé Member of the Air Board de la Royal Australian Air Force en 1935, Air Officer Commanding-in-Chief de la RAF au Moyen-Orient en 1938 et Air Officer for Administration at Headquarters du Fighter Command en 1939, poste qu'il occupe pendant les premières années de la Seconde Guerre mondiale. Il prend sa retraite en 1942 .

### Fin de vie
Hazelton Nicholl prend sa retraite en Écosse et devient contrôleur du RAF Benevolent Fund.